# Charles Gesmar

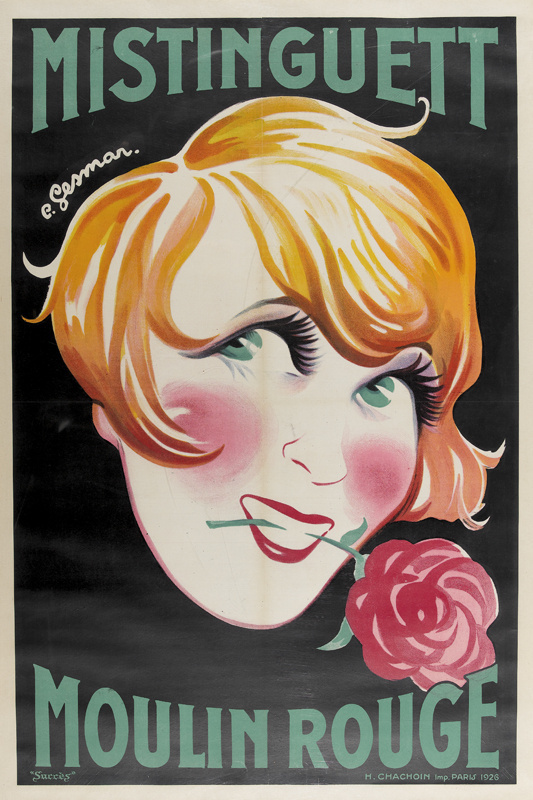
Mistinguett

Charles Gesmar (eigentlich Charles Geismar; * 21. Mai 1900 in Nancy; † 27. Februar 1928 in Paris) war ein französischer Plakatkünstler und Kostümbildner. Er folgte dem Stil des Art déco.
Gesmar zeigte schon als Kind seine Begabung. Seine älteste erhaltene Zeichnung entstand 1912.
Er besuchte von 1911 bis 1914 die Schule für angewandte Kunst, Zeichnen und Skulptur von Auguste Vallin.
Schon im Jahre 1915 war er beruflich tätig. Bald entwarf er Kostüme für die Music-Hall-Schauspielerin Andrée Spinelly (1887-1966), die bisher ihre Kostüme beim Modeschöpfer Paul Poiret bestellte. Mit 16 Jahren begann er für Mistinguett Plakate und Kostüme zu entwerfen.
Im November 1923 nahm er an dem USA-Tournee von Mistinguett teil. Das Time-Wochenmagazin vom 2. Juni 1924 schrieb: „mehr Gold auf den Kostümen und weniger Stoff auf den Mädchen“.
Seit 1925 war er für das 1915 niedergebrannte und 1921 wiedereröffnete Moulin Rouge tätig. Im gleichen Jahr begann seine Zusammenarbeit mit den Berliner und Wiener Music-Halls.
Er wurde von Opium, der damaligen Modedroge, abhängig. Er starb an einer akuten Lungenentzündung im Alter von 27 Jahren.
In nur einem Jahrzehnt schuf er mehr als 12.000 Zeichnungen von Kostümen, dreißig Programmumschläge und 55 Plakate.
Neben Mistinguett entwarf er Plakate und Kostüme für Maurice Chevalier, Raimu, Elvira Popescu und andere Music-Hall-Künstler.